# Ламская (Елецкий район)
Ламска́я — деревня Елецкого сельсовета Елецкого района Липецкой области.
Основано не позднее конца XIX века. Населена переселенцами из Ламской слободы города Ельца. Это и отражено в названии .

## Население
| 2010 |
| ---- |
| 34   |